# آيت سيدي موسى (واد إفران)
آيت سيدي موسى هي إحدى مشيخات المملكة المغربية، تتبع جغرافيا لإقليم إفران وإداريًا لواد إفران. يقدر عدد سكانها بـ 1439 نسمة حسب الإحصاء الرسمي للسكان والسكنى لسنة 2004.